# Euryopis
Euryopis là một chi nhện trong họ Theridiidae

## Các loài
- Euryopis aeneocincta Simon, 1877
- Euryopis albomaculata Denis, 1951
- Euryopis argentea Emerton, 1882
- Euryopis bifascigera Strand, 1913
- Euryopis californica Banks, 1904
- Euryopis camis Levi, 1963
- Euryopis campestrata Simon, 1907
- Euryopis chatchikovi Ponomarev, 2005
- Euryopis clarus Ponomarev, 2005
- Euryopis cobreensis Levi, 1963
- Euryopis coki Levi, 1954
- Euryopis cyclosisa Zhu & Song, 1997
- Euryopis dentigera Simon, 1879
- Euryopis deplanata Schenkel, 1936
- Euryopis duodecimguttata Caporiacco, 1950
- Euryopis elegans Keyserling, 1890
- Euryopis elenae González, 1991
- Euryopis episinoides (Walckenaer, 1847)
- Euryopis estebani González, 1991
- Euryopis flavomaculata (C. L. Koch, 1836)
- Euryopis formosa Banks, 1908
- Euryopis funebris (Hentz, 1850)
- Euryopis galeiforma Zhu, 1998
- Euryopis gertschi Levi, 1951
- Euryopis giordanii Caporiacco, 1950
- Euryopis hebraea Levy & Amitai, 1981
- Euryopis helcra Roberts, 1983
- Euryopis iharai Yoshida, 1992
- Euryopis jucunda Thorell, 1895
- Euryopis laeta (Westring, 1861)
- Euryopis levii Heimer, 1987
- Euryopis lineatipes O. P.-Cambridge, 1893
- Euryopis maga Simon, 1908
- Euryopis margaritata (L. Koch, 1867)
- Euryopis megalops (Caporiacco, 1934)
- Euryopis molopica Thorell, 1895
- Euryopis mulaiki Levi, 1954
- Euryopis multipunctata (Simon, 1895)
- Euryopis mutoloi Caporiacco, 1948
- Euryopis nana (O. P.-Cambridge, 1879)
- Euryopis nigra Yoshida, 2000
- Euryopis notabilis (Keyserling, 1891)
- Euryopis nubila Simon, 1889
- Euryopis octomaculata (Paik, 1995)
- Euryopis orsovensis Kulczynski, 1894
- Euryopis pepini Levi, 1954
- Euryopis petricola (Hickman, 1951)
- Euryopis pickardi Levi, 1963
- Euryopis pilosa Miller, 1970
- Euryopis potteri Simon, 1901
- Euryopis praemitis Simon, 1909
- Euryopis promo González, 1991
- Euryopis quinqueguttata Thorell, 1875
- Euryopis quinquemaculata Banks, 1900
- Euryopis sagittata (O. P.-Cambridge, 1885)
- Euryopis saukea Levi, 1951
- Euryopis scriptipes Banks, 1908
- Euryopis sexalbomaculata (Lucas, 1846)
- Euryopis sexmaculata Hu, 2001
- Euryopis spinifera (Mello-Leitão, 1944)
- Euryopis spinigera O. P.-Cambridge, 1895
- Euryopis spiritus Levi, 1954
- Euryopis splendens (Rainbow, 1916)
- Euryopis splendida (Simon, 1889)
- Euryopis superba (Rainbow, 1896)
- Euryopis talaveraensis González, 1991
- Euryopis tavara Levi, 1954
- Euryopis texana Banks, 1908
- Euryopis tribulata Simon, 1905
- Euryopis umbilicata L. Koch, 1872
- Euryopis varis Levi, 1963
- Euryopis venutissima (Caporiacco, 1934)
- Euryopis weesei Levi, 1963